# Верёвочная лестница
Верёвочная ле́стница — лестница, выполненная из верёвки. В верёвочной лестнице грядки всегда — верёвочные, а ступени по обстоятельствам — верёвочные или деревянные. Главное удобство таких лестниц — лёгкость и компактность; неудобство — невозможность приставить к возвышению, необходимость прикреплять сверху.

## Использование
В морском деле
Верёвочные лестницы применяют на флоте, где они, в зависимости от места, устройства, назначения, получили различные названия:
- «Ванты» — верёвочные лестницы из выбленок на паруснике, служащие для взбирания по вантам на марсы, салинги
- «Штормтрапы» — верёвочные лестницы с деревянными балясинами, служащие для спуска и подъёма на борт судна

В быту
Использовали хозяева домов для сообщения с кровлей; название небольшой верёвочной лестницы, употреблявшейся изредка в домашнем быту — «стремянка». Было принято говорить «выкинуть из окна стремянки», «спуститься по стремянкам».
Прочее
Пожарные команды снабжали верёвочными лестницами.
На Западе шёлковые, складные, карманные лестницы были известны в рыцарские времена и служили в особенности для любовных похождений, как на деле, так и в романах.
Нередко преступники использовали для побега. Воры и разбойники использовали верёвочные стремянки; и чтобы перелезть через стену или влезть в окно, закидывали их при этом на кошках, — из четырёх сомовьих крючков или «жирдиц».